# Korg Trinity
Korg Trinity — музыкальная рабочая станция компании Korg, серийно выпускавшаяся с 1995 до 1998 года, первый в мире электромузыкальный инструмент, оснащённый сенсорным экраном. Модель пришла на смену серии синтезаторов M1, а в 1999 году была заменена серией Triton.
Было выпущено 5 моделей:
- Trinity (61 клавиша) — оригинальный инструмент
- Trinity Plus (61 клавиша + расширение SOLO-TRI)
- Trinity Pro (76 клавиш)
- Trinity Pro X (88 клавиш, взвешенная клавиатура)
- Trinity V3 (61 клавиша + расширение MOSS)[2]
- Trinity TR-Rack (rack-версия инструмента) — из расширений доступно только DI-TRI, память ROM расширена на 8 мегабайт, память не перезаписываемая, в неё загружены семплы и программы наиболее популярных расширений звуков, которые выпускались для клавишных моделей.

Возможности инструмента можно было расширить аппаратными опциями, продававшимися отдельно:
- SCSI-TRI — SCSI-интерфейс для загрузки программ, семплов с внешних накопителей (предлагалась как альтернатива встроенному дисководу);
- PBS-TRI — ПЗУ на 8 мегабайт, добавлявшее 2 банка программ и 2 банка комбинаций;
- HDR-TRI — дополнительная система записи и воспроизведения звука, добавляла 2 аналоговых входа для записи внешних источников сигналов и вход-выход S/PDIF, позволяла проигрывать до 4 аудиодорожек вместе с MIDI-дорожками встроенного секвенсора, диск, объёмом 540 мегабайт, позволял воспроизводить до 47 минут стереосигнала;
- DI-TRI — вывод цифрового звука в формате ADAT, поддерживалось только 4 трека (в стандартном ADAT — до 8), которые соответствуют 4 аналоговым аудиовыходам, также в опции имелся вход Worldclock[англ.];
- SOLO-TRI — упрощённая версия движка Korg Prophecy: нет арпеджиатора, нет встроенных эффектов (используются эффекты инструмента);
- MOSS-TRI — упрощённая версия движка Korg Z1: один тембр (в Z1 до 6), 6 голосов (в Z1 до 18), нет арпеджиатора, нет встроенных эффектов (используются эффекты инструмента).